# 버투
버투(영어: Vertu)는 핀란드의 휴대 전화 회사로, 노키아가 판매하는 고급 휴대 전화 브랜드이다.